# Living My Life
Living My Life är även namnet på Emma Goldmans självbiografi.
Living My Life är ett musikalbum av Grace Jones lanserat i november 1982 på Island Records. Skivan spelades in på Bahamas. Under inspelningarna spelades även en låt med titeln "Living My Life" in, men den kom inte med på skivan utan släpptes senare som singel. Efter den här skivan kom Jones att ta en paus från musikkarriären några år för att bland annat satsa på skådespeleri.

## Låtlista
1. "My Jamaican Guy" - 6:00
2. "Nipple to the Bottle" - 5:55
3. "The Apple Stretching" - 7:08
4. "Everybody Hold Still" - 3:10
5. "Cry Now, Laugh Later" - 5:00
6. "Inspiration" - 4:35
7. "Unlimited Capacity of Love" - 5:45

## Listplaceringar
- Billboard 200, USA: #86[1]
- Billboard R&B Chart: #19
- UK Albums Chart, Storbritannien: #15[2]
- VG-lista, Norge: #13[3]
- Topplistan, Sverige: #7[4]